# ターヴィ・ロイヴァス
ターヴィ・ロイヴァス（エストニア語: Taavi Rõivas、エストニア語発音: [ˈtɑːʋi ˈrɤiʋɑs]、1979年9月26日 - ）は、エストニアの政治家。2014年3月26日から2016年11月23日まで同国首相を務めた。また、2014年4月6日から2017年1月7日までエストニア改革党党首を務めた。姓はルイヴァスとも表記。

## 経歴
1998年に改革党に入党した。1999年から2002年までマルト・ラスク法相の顧問を務め、政界に進出した 。2003年から2004年までパウル＝エーリク・ルモ人口問題担当相の顧問を、2004年から2005年までタリンのハーベルスティ地区の区長を務めた後、2005年に改革党の党首であったアンドルス・アンシプ首相の顧問となった。2005年にタリン市議会議員に当選した後、2007年にはリーギコグ議員に選出され、2011年に再選された。
2012年12月、ロイヴァスは法相に転じたハンノ・ペヴクルの後任として社会問題相に就任し、内閣最年少の閣僚となった。前法相のクリステン・ミッハルは同じ改革党員のシルヴェル・メイカルによる汚職疑惑のため、辞任していた。
2014年2月、2015年に予定される国会議員選挙を1年後に控えたアンシプは首相を辞任し、2002年から2003年に首相だった改革党の元党首、シーム・カラス欧州委員に首相職を譲ると表明した。カラスは保守派の祖国・共和国連合に代わって社会民主党を連立相手にすべく、連立交渉を開始した。しかし3月12日になって、カラスは1990年代初頭のエストニア銀行総裁時代の自身の行動に対するメディアの報道を理由に、首相職を追い求めるつもりはないという思いがけない発表を行った。同日、改革党の執行部はロイヴァスを新たな首相候補に選んだ。
3月14日にトーマス・イルヴェス大統領からアンシプの後任に指名され、社会民主党との間で新政権組織のための党首会談をはじめた。その後、3月20日に連立協定の署名が行われ、3月24日にはリーギコグで首相指名が承認された。3月26日に大統領がロイヴァスの提出した閣僚名簿を承認したことで、ロイヴァスは首相となった。当時、ロイヴァスは欧州連合 (EU) で最年少の国家指導者であった。
ロイヴァスは2015年の国会議員選挙に改革党党首として臨み、同党の第一党防衛に成功した。その後、改革党は社会民主党と祖国・共和国連合、それに自由党の3党と連立協議を開始した。3週間近い交渉の末、自由党とは物別れに終わったものの、4月8日に残る2党と連立協定を締結し、4月9日に第二次ロイヴァス内閣が発足した。
2016年11月7日、社会民主党と祖国・共和国連合は、連立与党間の信頼感の欠如を理由に、ロイヴァス首相の辞任を求める声明を発した。この声明は、野党がロイヴァス内閣に対して不信任を表明する動議を提出した直後に出された。社会民主党と祖国・共和国連合は同動議に同調し、ロイヴァス支持は改革党のみとなった。しかし、ロイヴァスは辞任を拒み、民主的な手続きにのっとって選出された政府は、民主的な投票によってのみ覆されるべきであると述べた。11月9日の信任決議案の採決で、リーギコグ議員の過半数がロイヴァス内閣に対する不信任を表明した。11月23日、中央党のユリ・ラタス党首が新首相に選出され、改革党は野党に下った。2017年1月7日をもって党首を退任。

## 人物
エストニア語に加えて英語、ロシア語、フィンランド語を話せる。
ポップ歌手のルイサ・ヴァルクと同棲しており、娘が一人いる。